# Lokomotiva 371
Lokomotiva řady 371 je dvousystémová elektrická lokomotiva, vzniklá modernizací lokomotiv řady 372 ze Škody Plzeň. Rekonstrukci provedla plzeňská firma Škoda Dopravní technika. Pro České dráhy bylo mezi lety 1996–2000 rekonstruováno 6 strojů, sedmou lokomotivu 371.201 (původní 180.001 DB) obdržely jako kompenzaci za poškození české lokomotivy v Drážďanech. Hlavním cílem modernizace bylo zvýšení maximální rychlosti lokomotivy z původních 120 na 160 km/h tak aby mohly být nasazovány i na hlavních tratích v Německu, nebyl však zvýšen výkon. Po oddělení nákladní divize ČD Cargo v roce 2007 zůstaly všechny lokomotivy této řady ve stavu mateřských Českých drah. Stejně jako výchozí řada 372, i tyto lokomotivy jsou podle zastaralého technického řešení v době výroby a malé provozní spolehlivosti známé pod přezdívkou bastard.

## Historie
Počátkem 90. let byly do provozu zařazeny lokomotivy řad 372 ČSD a 180 DR, které měly společně zajišťovat přeshraniční dopravu mezi Děčínem a Bad Schandau. Jejich původní rychlost 120 km/h však brzy přestala stačit, jelikož došlo k rozsáhlým úpravám tratí na německé straně. Po sloučení původní DB s DR roku 1994 připadly německé lokomotivy nové unitární DB, která nechala zkušebně upravit jeden stroj na rychlost 160 km/h, zatímco v ČR bylo upraveno 6 strojů.

## Průběh modernizace

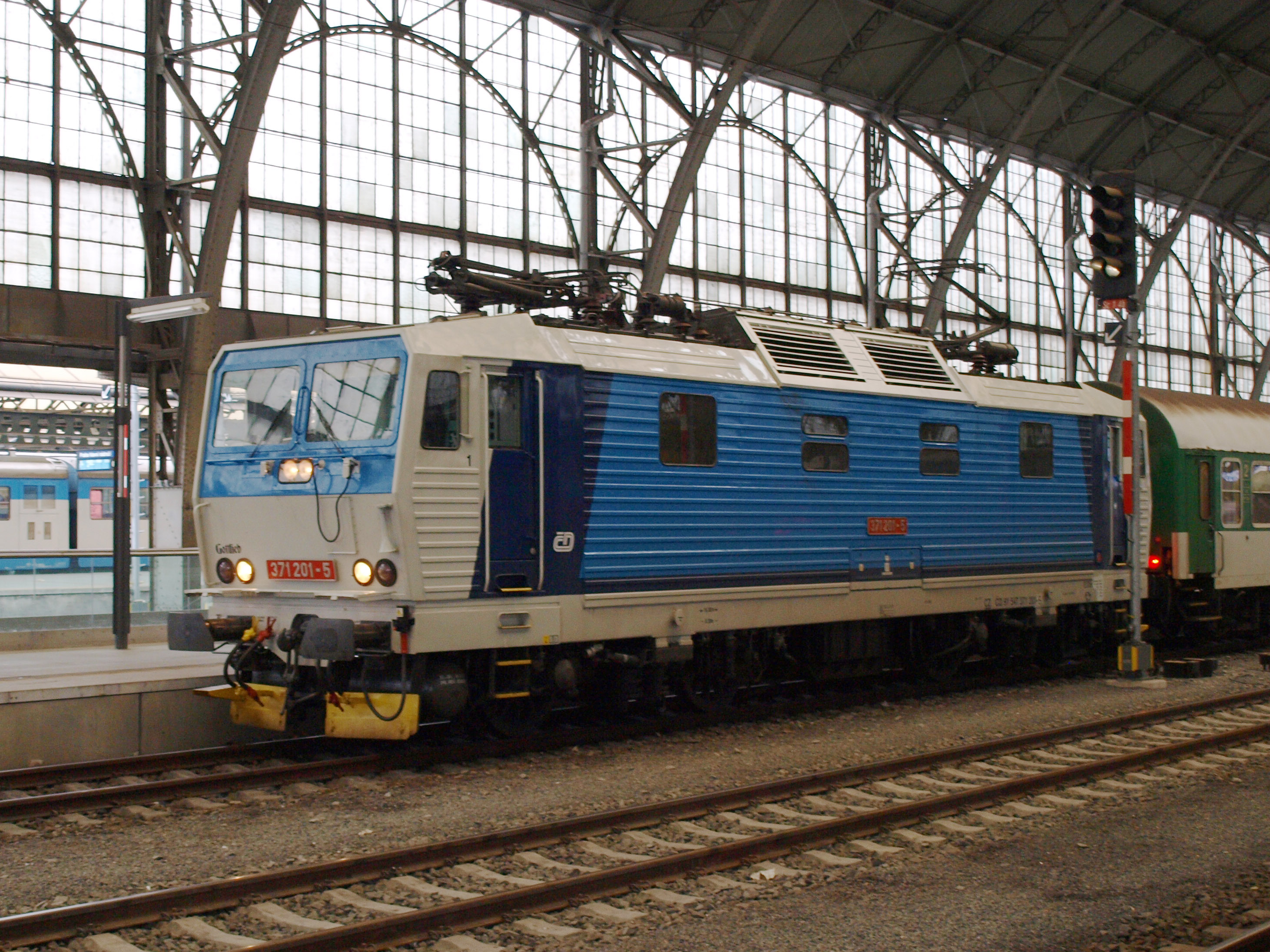
Stroj 371.201, předaný německými drahami za zrušený kus, na pražském hlavním nádraží

Lokomotivy byly modernizovány v letech 1996 až 2000 pod továrním označením 76Em a celkem bylo takto přestavěno šest strojů řady 372 (čísel 001, 002, 003, 004, 005 a 015), kterým byla po změně řady zachována původní evidenční čísla. Atypickým členem skupiny lokomotiv řady 371 pak je stroj 371.201 (typ 80Em), který vznikl modernizací lokomotivy 180.001 DB a tato lokomotiva byla předána Českým drahám jako kompenzace za těžce poškozený stroj 372.006.  Modernizovaná lokomotiva 371.201 doplnila park lokomotiv ČD v roce 2004. Pravděpodobně od srpna 2023 je odstavena.

## Provoz
Hlavním úkolem těchto lokomotiv je doprava vlaků kategorie R na trase Praha – Děčín a od změny JŘ v roce 2021 jsou nasazovány na vlaky linky R15 s novými soupravami InterJet v úseku Praha hl. n. - Ústí nad Labem hl. n. a zpět. Do března 2021 jezdily společně s lokomotivami 150.2 na vlacích kategorií R mezi Prahou a Starým Městem u Uherského Hradiště. Do prosince 2017 jezdily na vlacích EC v úseku Praha – Drážďany, tedy na styku stejnosměrné napájecí soustavy 3 kV a střídavé 15 kV / 16,7 Hz. V čele nočních vlaků EN pak zajížděly do Lipska a do roku 2013 Berlína. Mezi lety 2004–2007 byly v rámci vyrovnání výkonů nasazovány i na trati mezi Berlínem a polským Rzepinem. 
V době adventu jezdí  posilové vlaky z Ústí nad Labem na drážďanské vánoční trhy. Celá řada je ve stavu OCÚ Západ, SÚ Děčín. Byla připravována jejich náhrada moderními lokomotivami řady 380, které ale stále nejsou schválené provozu na německé železniční síti, a proto jezdí jinde. Roku 2016 bylo vypsáno další výběrové řízení na lokomotivy pro trať Praha – Hamburk, ze kterého vzešla definitivní náhrada lokomotiv řady 371 na tomto rameni, a to lokomotivy Siemens Vectron, nasazované od 10. prosince 2017. V roce 2025 budou lokomotivy již v omezeném počtu obsluhovat linku R20 z Prahy do Děčína a provoz zvláštních vlaků Letní a Vánoční kometa do Drážďan. V prosinci 2026 se počítá s jejich vyřazením kvůli přechodu na výhradní provoz pod ETCS na daných tratích.

## Historické lokomotivy
- 371.005 (České dráhy)

- 371.201 (Thüringer Eisenbahnverein)